# آبراهام گونزالس
آبراهام گونزالس کازانووا (انگلیسی: Abraham González؛ زادهٔ ۱۶ ژوئیهٔ ۱۹۸۵) بازیکن فوتبال اهل اسپانیا است.  که به نام آبراهام معروف است. وی برای باشگاه قبرس AEK لارناکا در پست هافبک میانی بازی می‌کند.
آبراهام متولد بارسلون، کاتالونیا بوده و اولین بازی حرفه‌ای خود را با تیم محلی اف سی تراسا انجام داد. که در ۱۶ مسابقه در طول فصل ۲۰۰۵-۲۰۰۴ در سگوندا دیویسیون با این تیم سقوط کرد.
وی همچنین در تیم ملی فوتبال کاتالونیا بازی کرده‌است.